# Clark Little
Clark Little est un photographe vivant et travaillant sur le North Shore à Oahu (Hawaii). Il est spécialisé dans la photographie de Shore break.

## Biographie
Né à Napa (Californie) en 1968 d'un père photographe, la famille a déménagé sur le North Shore (Oahu) dans les années 70, où Clark Little vit toujours.
Devenu photographe professionnel en 2006, Clark Little a d'abord travaillé au Wahiawa Botanical Garden où il photographie des plantes tropicales.
Sa carrière a changé d'orientation lorsque sa femme a voulu des photographies de vagues locales pour leur maison. Mettant sa connaissance de l'océan et son amour pour le surf en pratique, Clark Little a échangé sa planche surf contre une caméra et a commencé à filmer le Shore break hawaïen au plus près de l'action, quitte à se faire exploser sur le sable pour tirer des clichés spectaculaires.
Son travail a été exposé aux États-Unis, au Brésil, au Canada, au Japon etc.